# Compassionate conservatism
Compassionate conservatism is een Engelse term die vertaald kan worden als medelevend conservatisme of als conservatisme met compassie.

## Oorsprong van de term
De term wordt o.a. gebruikt in het boek "The Tragedy of American Compassionism" van de Amerikaanse conservatieve schrijver Marvin Olasky.
De vorige Amerikaanse president, George W. Bush werd dusdanig beïnvloed door dit compassionate conservatism en Marvin Olasky, dat hij in een speech zijn ideologie omschreef als: "I call my philosophy and approach compassionate conservatism. It is compassionate to help our fellow citizens in need. It is conservative to insist on responsibility and results."
De ideologie achter dit compassionate conservatism is het geloof dat de staat via haar sociaal vangnet niet altijd alles kan oplossen en dat kleine particuliere en meestal religieuze hulporganisaties en vrijwilligers (faith based initiatives) het individu veel beter kunnen bijstaan.
Sinds zijn verkiezing tot politiek leider van de Conservatieve Partij in Groot-Brittannië en zijn benoeming als minister-president, noemt David Cameron zijn ideologie ook "modern, compassionate conservatism".